# 井上真里
井上 真里（いのうえ まさと、1976年6月 - ）は、日本の経営学者。学位は、博士（経営学）（明治大学）。中央大学商学部教授。

## 来歴
福岡県出身。1999年、明治大学経営学部を卒業。2006年、明治大学大学院博士後期課程経営学研究科を修了、博士（経営学）（明治大学）の学位を取得。
2004年から2005年まで明治大学経営学部専任助手を、2005年から2007年1月まで滋賀大学経済学部講師、2007年2月から3月まで同大学同学部助教授。
2007年日本大学商学部専任講師に着任。2015年同准教授。
2021年中央大学商学部准教授となり、2023年同教授。
法政大学大学院、専修大学、東洋大学の非常勤講師も担当。
小田急グループマーケティング研究会の講師も担当。
2011年度、日本大学大学院グローバル・ビジネス研究科にて「市場戦略」講義の非常勤講師を兼任担当。

## 専攻
- ブランド管理
- グローバル・マーケティング
- 国際マーケティング
- マーケティング

## 所属学会
- 日本流通学会
- 国際ビジネス研究学会
- 多国籍企業学会
- 日本商業学会
- 異文化経営学会

## 著書
- 『グローバル・ブランド管理』白桃書房、2004年。（大石芳裕、原田将、小野寺健司、小山諭と共著）
- 「マーケティングの意思決定と組織」（加藤義忠監修・日本流通学会編『現代流通事典』所収）白桃書房、2006年。
- フィリップ・コトラー・ナンシー・R・リー／塚本一郎監訳『コトラー ソーシャル・マーケティング』2010年―第6章担当。